# Bataille de Jipyeong-ri
Guerre de Corée
Batailles
Offensive nord-coréenne :

(juin 1950 - septembre 1950)
- Pokpung
- Chuncheon
- Séoul (1re)
- Busan (navale)
- Chumunjin
- Osan
- Pyeongtaek
- Cheonan
- Chochiwon
- Daejeon
- Sangju
- Yongdong
- Hwanggan
- Notch
- Périmètre de Busan

Contre-offensive de l'ONU :

(septembre 1950 - octobre 1950)
- Incheon
- Bombardement de Pyongyang
- Pyongyang

Intervention chinoise :

(octobre 1950 - avril 1951)
- Onjong
- Unsan
- Chongchon (Wawon)
- Réservoir de Chosin
- Évacuation de Hŭngnam
- Séoul (3e)
- Twin-Tunnels
- Jipyeong-ri
- Imjin
- Kapyong

Impasse :

(août 1951 - juillet 1953)
- Crèvecœur
- Fleuve Han
- Opération Commando
- Maryang San
- Suncheon
- Barrage de Sui-Ho
- Triangle Hill
- le Crochet
- Fleuve Samichon
- Armistice de Panmunjeom

Post armistice :
- Raid sur la Maison Bleue
- Attaque de l'EC-121
- Incident du peuplier
- Infiltration de Gangneung
- Guerre du crabe

La bataille de Jipyeong-ri (en coréen : 지평리 전투), aussi appelée bataille de Chipyong-ni, est une bataille de la guerre de Corée, qui s'est déroulée du 13 février 1951 au 16 février 1951, à Jipyeong-ri, district de Yangpyeong. La 2e division d'infanterie americain et le bataillon français de l'ONU ont combattu contre la 39e division de l'armée chinoise. 
Les forces onusiennes remportent une nette victoire sur les Chinois. La bataille est également appelée « le Gettysburg de la guerre de Corée » en raison des combats décisifs sur le cours de la guerre qui s'y sont déroulés. Ce succès permettra ainsi aux forces de l'ONU de reprendre Séoul en mars-avril 1951.

## Souvenir et commémoration

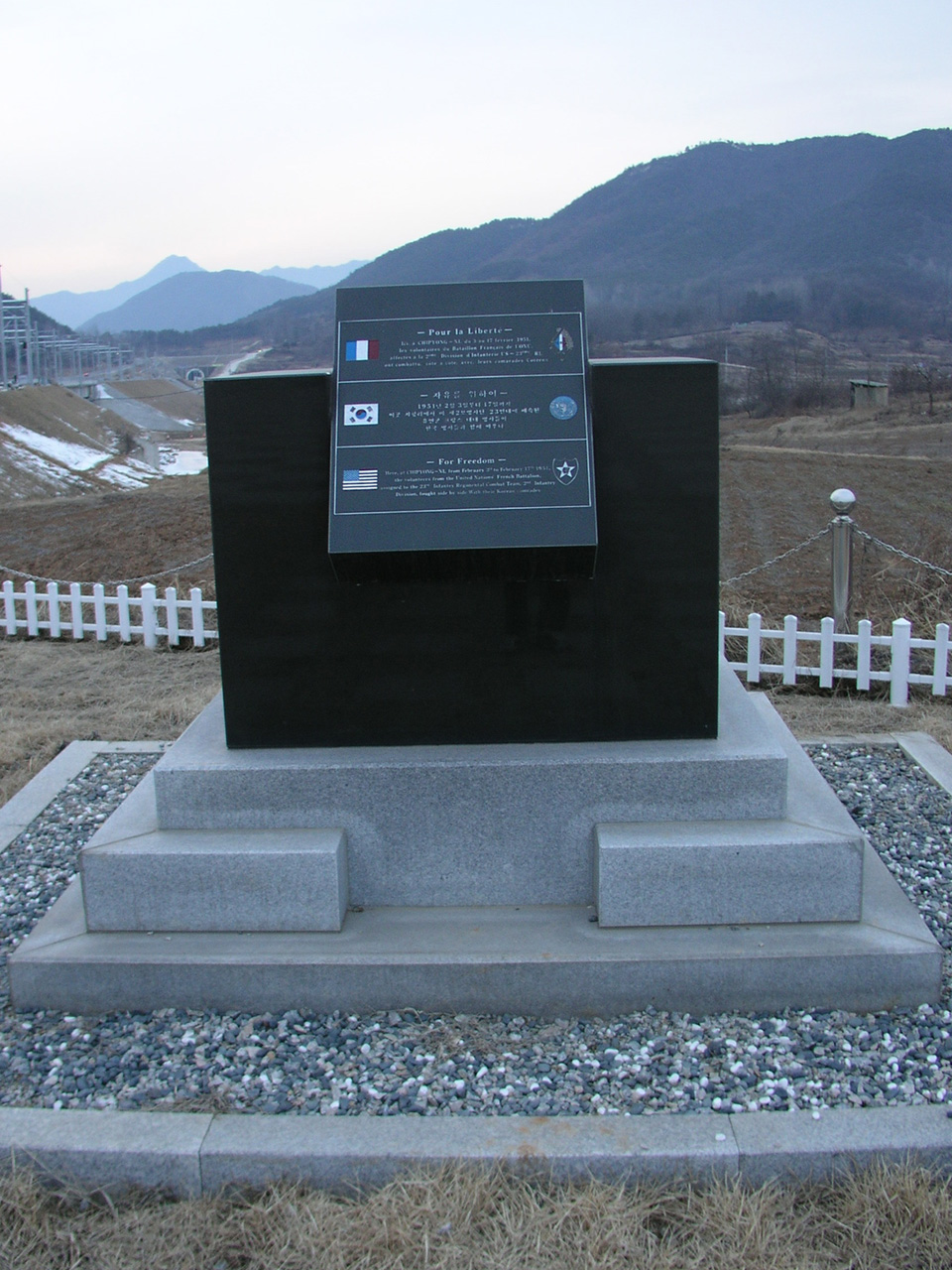
Le monument de la bataille de Jipyeong-ri, à côté de la gare de Jipyeong.
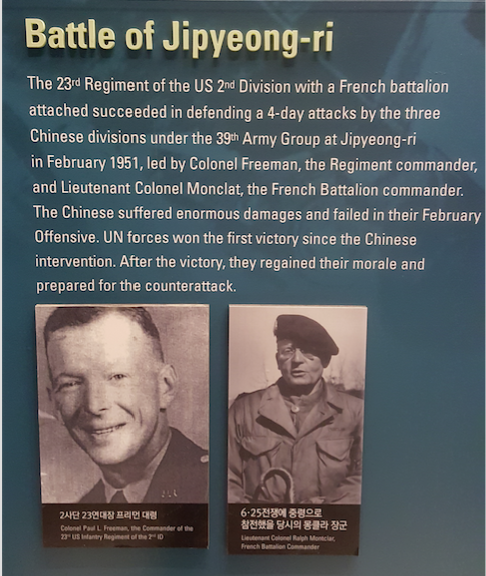
Panneau sur la bataille de Jipyeong-ri au Musée de la guerre de Séoul.